# Мирный (Ивантеевский район)
Мирный — посёлок в Ивантеевском районе Саратовской области в составе Ивантеевского муниципального образования.

## География
Находится на расстоянии примерно 14 километров по прямой на запад-юго-запад от районного центра села Ивантеевка.

## Население
| 2002 | 2010 | 2021 |
| ---- | ---- | ---- |
| 253  | ↘173 | ↘60  |

Постоянное население составляло 253 человека в 2002 году (русские 59 %, казахи 29 %).